# Karabin XM109
XM109 – prototyp wielkokalibrowego karabinu wyborowego firmy Barrett. Jest to wersja karabinu wyborowego M107 używanego przez US Army. XM109 jest przystosowana do zasilania tą samą amunicją co granatnik automatyczny XM107. Podstawowym zadaniem nowej broni ma być zwalczanie celów lekko opancerzonych i lekkich umocnień na odległościach do 2000 m. Podstawowym problemem wykrytym podczas prób pierwszego prototypu jest nadmierny odrzut spowodowany niską skutecznością hamulca wylotowego.

## Opis konstrukcji
XM109 jest samopowtarzalnym karabinem wyborowym kalibru 25 mm. Zasada działania oparta na krótkim odrzucie lufy.
Kurkowy mechanizm spustowy umożliwia prowadzenia ognia pojedynczego. Zasilany z jednorzędowego magazynku pudełkowego na 5 naboi.
Lufa długości 447 mm z gwintem o skoku 558 mm, zakończona hamulcem wylotowym. Zamiast hamulca wylotowego mocowany może być tłumik dźwięku.
Kolba stała. Karabin XM109 wyposażony jest w dwójnóg i wspornik kolby. Nad łożem zamocowany jest składany uchwyt do przenoszenia broni. Na komorze zamkowej zamocowana jest szyna Picatinny służąca do montażu celowników. Prototyp wyposażony był w celownik optyczny, egzemplarze seryjne będą prawdopodobnie wyposażone w elektroniczny celownik będący połączeniem celownika optycznego, noktowizyjnego, dalmierza laserowego i komputera balistycznego.